# Perence Shiri
Pour les articles homonymes, voir Shiri (homonymie).
Perence (parfois orthographié Perrance) Shiri, né Bigboy Samson Chikerema le 11 janvier 1955 à Gwelo (Rhodésie du Sud) et mort le 29 juillet 2020 à Harare (Zimbabwe), est un officier et homme politique zimbabwéen.

## Biographie
Cousin du président Robert Mugabe, il est nommé à la tête de la 5e Brigade, qui exerce une répression très violente dans le Matabeleland en 1983-1984, faisant des milliers de victimes. Malgré ces exactions, il est admis au Royal College of Defence Studies de Londres en 1986.
En 1992, il est nommé Air marshal, à la tête des forces aériennes du Zimbabwe, remplaçant Josiah Tungamirai. Il commande les troupes zimbabwéennes au début de la seconde guerre du Congo (1998).
Le 13 décembre 2008, il est blessé dans une tentative d'assassinat.
Impliqué dans le coup d'État qui écarte Mugabe du pouvoir en 2017, il est nommé ministre des Terres, de l'Agriculture et du repeuplement rural par le nouveau président, Emmerson Mnangagwa, le 1er décembre. Quelques jours plus tard, il abandonne la direction des Forces aériennes et est élevé au grade de Air Chief Marshal.
Il meurt après quelques jours d'hospitalisation. 